# Zum Schwan (Dresden)

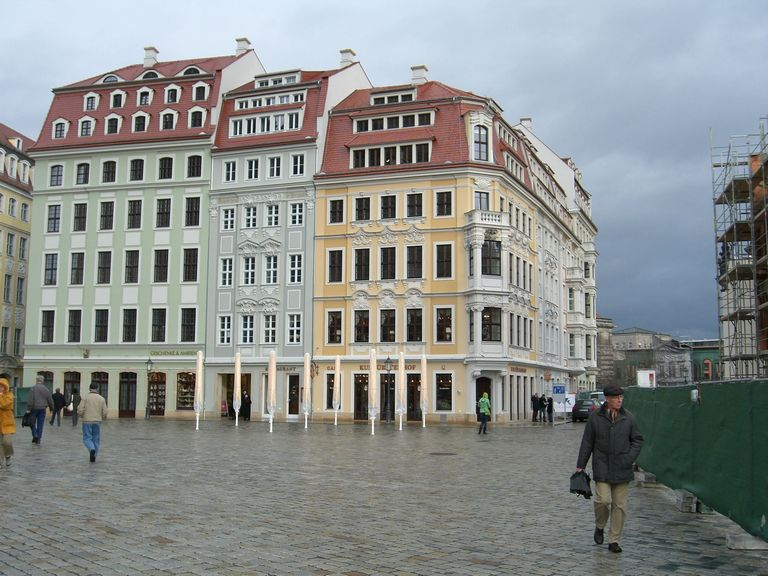
Haus „Zum Schwan“ (linkes Eckhaus in grüner Farbe).

Das Haus  „Zum Schwan“ (An der Frauenkirche 13, Ecke Salzgasse) war ein spätbarockes Wohnhaus in Dresden. Das Gebäude wurde vermutlich 1747 erbaut. Nach seiner Zerstörung 1945 in Folge der Luftangriffe auf Dresden wurde es von 2004 bis 2006 wiedererrichtet.

## Geschichte

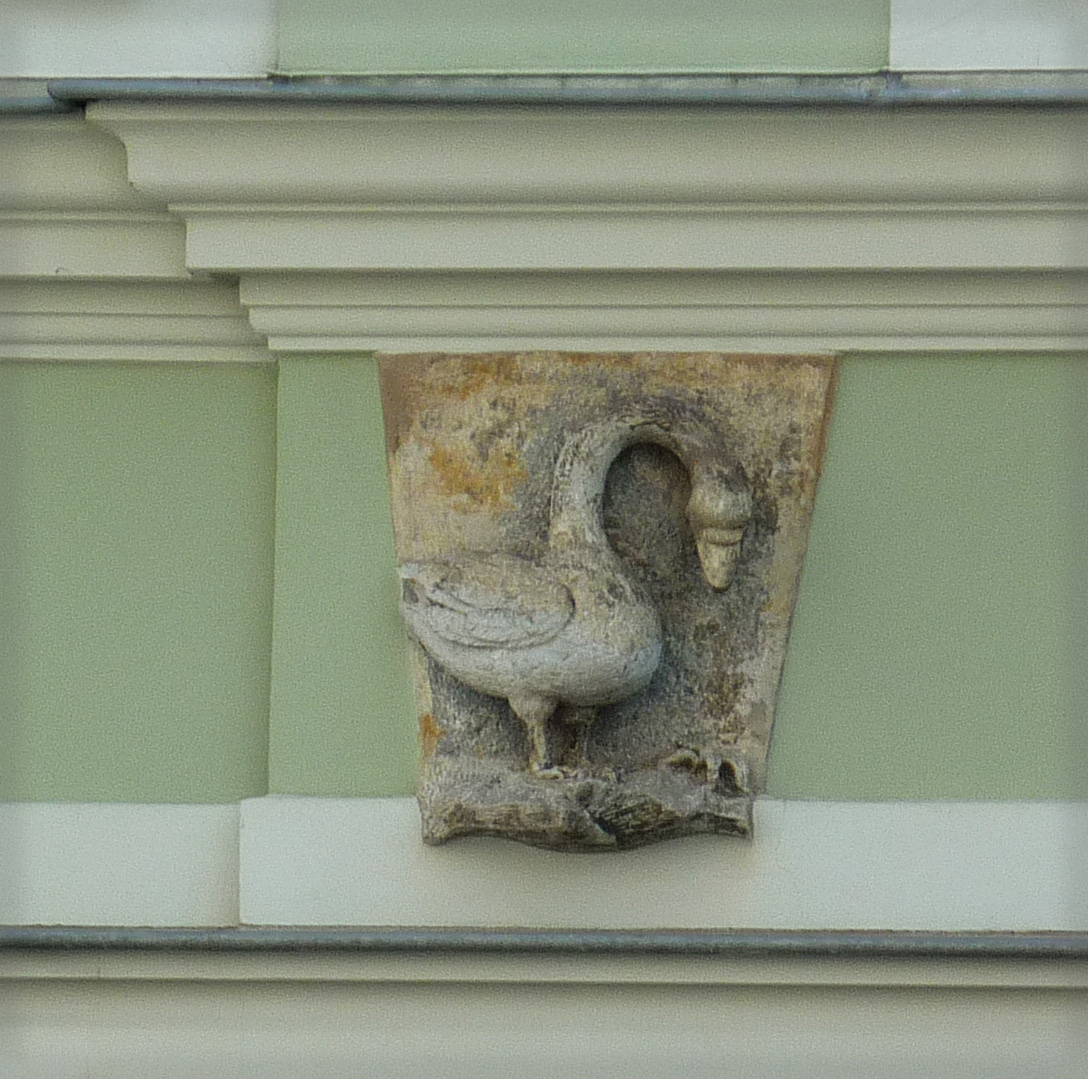
Historischer Schlussstein am rekonstruierten Gebäude

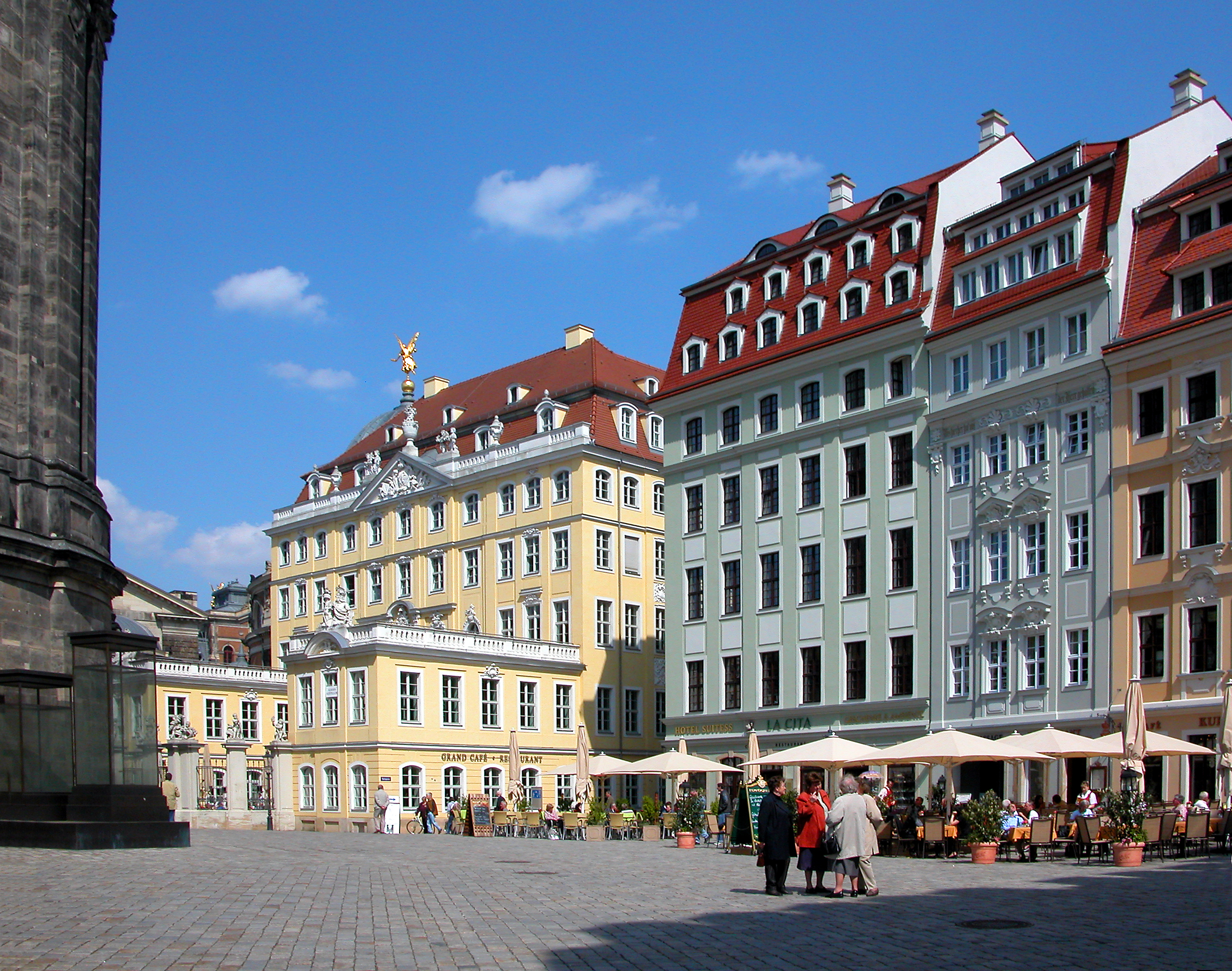
Links das Coselpalais. Mittig An der Frauenkirche 13 (Haus „Zum Schwan“); Nr. 14 (Haus „Zur Glocke“)

Bereits 1740 richtete der damalige Hausbesitzer Johann Christoph Kiesel in den beiden Vorgängerbauten die Gastwirtschaft Zum Weißen Schwan ein. Am 4. Juni 1746 wurde der Komplex von dem Hufschmied Johann Samuel Michael erworben. Gottfried Findeisen ersetzte die beiden Gebäude durch einen Neubau.
Die Fassade zur Frauenkirche umfasste sechs Fensterachsen, während die Fassade zur Salzgasse neun Fensterachsen breit war. Über dem Eingangsportal befand sich ein Schlussstein mit dem Relief eines Schwans. Das Gebäude war fünf Geschosse hoch, was eine Ausnahme im Dresdner Stadtbild darstellte. Zwar sah das Dresdner Baureglement von 1736 nur eine maximale Gebäudehöhe von dreieinhalb Stockwerken vor (drei Vollgeschosse plus ein Mezzanin), ein Überschreiten der vorgegebenen Geschosszahl war jedoch erlaubt, wenn zumindest die Hauptgesimshöhe des Nachbarhauses eingehalten wurde. Da aber in unmittelbarer Nachbarschaft das wenige Jahre zuvor fertiggestellte Cäsar- und Knöffelsche Haus stand, durfte das Haus „Zum Schwan“ genauso hoch wie dieses erbaut werden. Die Höhenentwicklung des Cäsar- und Knöffelschen Hauses wurde später auch im Coselpalais wieder aufgenommen, zu dem man den Bau nach dem preußischen Bombardement im Siebenjährigen Krieg umformte.
Die im 19. Jahrhundert durch Elemente der Neorenaissance stark veränderte Fassade wurde in den 1920er-Jahren restauriert und in einen dem Original sehr ähnlichen Zustand zurückversetzt. Lediglich einige Schmuckfelder über den Fenstern des ersten Stocks und die Gestaltung der Fassade im Erdgeschoss verblieben in der Version des 19. Jahrhunderts. So war etwa der Schlussstein mit dem Schwan durch Werbetafeln verdeckt.
In den Jahren 2004 bis 2006 wurde das zum Neumarktquartier II gehörende Grundstück wieder bebaut. Das Haus hat bei abgewandeltem Grundriss eine nach historischem Vorbild gestaltete Fassade. Neu ist das eingezogene Zwischengeschoss, das für mehr Harmonie beim Anblick des Gebäudeensembles sorgen soll. Das Gebäude wird vom Haus An der Frauenkirche 14 flankiert.